# Charpey
Charpey település Franciaországban, Drôme megyében. Lakosainak száma 1539 fő (2022. január 1.). Charpey Alixan, Bésayes, Châteaudouble, Montélier, Peyrus és Saint-Vincent-la-Commanderie községekkel határos.

## Népesség
A település népességének változása:
| Lakosok száma | 630  | 739  | 806  | 1164 | 1274 | 1316 | 1417 | 1500 | 1515 | 1539 |
|               | 1968 | 1982 | 1990 | 2006 | 2013 | 2015 | 2017 | 2019 | 2020 | 2022 |